# Río Holme
El Holme es un corto río ubicado en West Yorkshire, Inglaterra. Desde sus nacientes en Holme Moss, pasa por el pueblo de Holme, luego Holmbridge, Holmfirth, Thongsbridge y Honley. Luego fluye hacia el norte y confluye con el río Colne al sur del centro de la ciudad de Huddersfield.
Gran parte de las orillas y bancos en la sección superior del río están urbanizadas y forman parte del distrito civil de Holme Valley.